# Académie d'Arles
L’Académie d'Arles est une société savante créée à Arles en 1666. Elle relève aujourd'hui du statut des associations loi de 1901.

## Historique
Le 1er mai 1666, dix membres de la noblesse d'Arles, passionnés de belles-lettres, créèrent une compagnie de « gens d'esprit », qui prit le nom d'Académie Royale d'Arles  et se dota de statuts semblables à ceux de l'Académie française. Louis XIV les approuva par lettres patentes, en septembre 1668, ce qui en fait la plus ancienne académie royale en province. Affiliée à l'Académie française dès 1670, elle eut comme protecteur François Honorat de Beauvilliers, duc de Saint-Aignan, puis Philippe de Courcillon, marquis de Dangeau.
Très liée à Louis XIV et à la cour de Versailles, l'Académie entre en déclin au début du XVIIIe siècle, et n'a repris vie qu'en 1941, à l'initiative de Fernand Benoit. Elle est composée statutairement de 30 membres résidents.

## Objectifs
- Cette société savante rassemble des personnalités éminentes de toutes les disciplines : lettres, sciences, arts, au service du patrimoine culturel et naturel du Pays d'Arles.
- Elle encourage les recherches et le travail scientifique de ses membres et favorise la diffusion des connaissances au grand public. Elle se veut un foyer d'humanisme où cohabitent toutes les convictions dans l'harmonie des liens d’amitié qui unissent les académiciens.

## Actions
L'Académie d'Arles organise des actions dans les domaines scientifiques ou culturelles :
- études et recherches historiques, ethnographiques ou folkloriques,
- fouilles archéologiques,
- inventaires du patrimoine,
- conférences,
- colloques,
- congrès,
- visites commentées,
- voyages d'étude,
- expositions,
- manifestations artistiques, concerts…

## Publications
Éditions Académie d’Arles
Mémoires de l’Académie d’Arles
- I - VI. Années 2017 [2019] - 2022 [2024]

Travaux de l’Académie d’Arles
- 1. Arles et la Camargue en 1817, Actes du colloque du 14 octobre 2017, Arles, 2018.
- 2. Concile d’Arles. Première assemblée des évêques de l’Église naissante d’Occident. 314 – 2014, Actes du colloque du 11 octobre 2014, Arles, 2020.
- 3. Portraits de femmes en Pays d’Arles, Actes du colloque du 12 octobre 2019, Arles, 2021.
- 4. Culture et société dans l’Arles de la première moitié du XVIIe siècle, Actes du colloque du 15 octobre 2022, Arles 2024.
- 5. Arles et son territoire, de la Belle Époque aux Années folles (1900 - 1925/30) : un tournant, Actes du colloque du 14 octobre 2023, Arles 2025.

Éditions Buchet et Chastel
- L’Académie d’Arles. Splendeurs et renaissances, Paris 2016.

Éditions Photosynthèses
- Rouquette d’Arles, une vie pour le patrimoine, Paris 2022.

Éditions La Thune
- M. Baudat (éd), Sœur Isabelet Roux (1761-1826). Actes du colloque du 15 octobre 2011, organisé avec les Amis d’Isabelet, Marseille, 2016.

Éditions Amis du Vieil Arles
- Actes du colloque Laurent Bonnemant (1731-1802), Bicentenaire de sa mort. Actes du colloque du 6 octobre 2002, organisé avec les Amis du Vieil Arles, BAVA, 117, décembre 2002.
- Commémoration du centenaire de la mort de Frédéric Mistral. Actes du colloque du 14 juin 2014, organisé avec le comité du Museon Arlatan et les Amis du Vieil Arles, BAVA, 161, septembre 2014.
- Gaspard du Laurens, archevêque arlésien 1603-1630. La ville d’Arles au début du XVIIe siècle. Actes du colloque du 3 octobre 2015, organisé avec les Amis de Saint-Trophime, Arles 2016 (Collection « Histoire d’Arles », n° 12).

## Présidents
- 1941-1944 : Fernand Benoit
- 1945-1946 : Jean Bessat
- 1947-1949 : Raphaël Richard
- 1949-1965 : Pierre Fassin
- 1965-2016 : Jean-Maurice Rouquette[2]
- depuis 2017 : Marc Heijmans

## Membres

### Quelques illustres membres de l'Académie royale
- Jacques II de Grille (1619-1692), marquis d'Estoublon et seigneur de Robiac, membre fondateur et premier secrétaire perpétuel et son épouse Delphine de Sartres (1634-1685) qui l'aida à rédiger les statuts de l'académie et participa activement à son activité[1]
- Gaspard Abeille (1648-1718), abbé, poète, membre de l'Académie française
- Charles Boileau (1648-1704), homme d'Église, membre de l'Académie française
- Antoinette Deshoulières (1637-1694), femme de lettres, première femme à être admise dans une académie française
- Gilles Duport (1625-1690), ecclésiastique, historien
- Charles-Antoine de La Garde de Chambonas (1636-1713), évêque de Viviers
- Honoré de Quiqueran de Beaujeu (1655-1736), évêque de Castres

### Membres résidents (au 1er juillet 2024)
- Michel Baudat
- Michel Bayle
- Jacques Blondel
- Marie-Rose Bonnet
- Louis Borel
- Claire de Causans
- Odile Caylux
- Jean-Paul Demoule
- Jean-Claude Duclos
- Christophe Gonzalez
- François Goven
- Marie-Françoise Griffeuille
- François de Fleurian
- Marc Heijmans
- Bruno Matéos
- Bertrand Mazel
- Véra Michalski-Hoffmann
- Philippe Minighetti
- Patricia Payn-Echalier
- Philippe Rigaud
- Odyle Rio
- François de Roubin
- Estelle Rouquette
- Geneviève Roux-Pinet
- Dominique Séréna-Allier
- Claude Sintès
- Claude Suc
- Helène Vey
- Renzo Wieder

### Quelques membres renommés contemporains
- Henri Aubanel, manadier, écrivain
- Yvan Audouard, écrivain
- Fernand Benoit, archéologue, historien, membre de l'Institut
- Lucien Clergue, photographe, membre de l'Institut
- Charles Galtier, écrivain
- Luc Hoffmann, ornithologue
- Jean-Maurice Rouquette, historien, conservateur en chef du patrimoine
- Gabriel Tallon, botaniste
- Michel Tournier, écrivain, membre de l'Académie Goncourt
- Jean des Vallières, écrivain